# برج آل خميس (المصنعة)
برج ال خميس منطقة سكنية تقع في ولاية المصنعة، التابعة لمحافظة جنوب الباطنة في سلطنة عمان. يقدر عدد سكانها بـ 2165 نسمة حسب إحصاء عام 2010 التابع للمركز الوطني للإحصاء والمعلومات الحكومي. رمز المنطقة هو 70620032. تحتوي منطقة برج آل خميس على احد اهم المعالم السياحية في ولاية المصنعة هو حصن برج آل خميس الذي يعود تاريخ بنائه الي القرن الثامن عشر فقد شهدت تلك الحقبة مجموعة من الصراعات الداخلية نتيجة لسقوط الدولة اليعربية مما ترتب عليه بناء تلك الحصون والذي تم بنائه  بهدف توفير الحماية اللازمة من الخطر الداخلي والخارجي لكونه واقعه ضمن نطاق الصراع لقرب المسافة من الرستاق عاصمة عمان آنذاك، كما يحتوي الحصن على مسجد اثري يعد من أوائل المساجد التي بنيت في ولاية المصنعة وذلك لأهميته كدور للعبادة، حيث تزامن بنائه مع بناء الحصن ويعتبر المسجد مرتبطا ارتباط وثيقا بالحصن من خلال الاهمية والمواد المستخدمة في بنائهما.

## الوصلات الخارجية
- المركز الوطني للإحصاء والمعلومات، سلطنة عمان